# Karmeliten

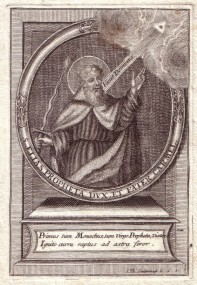
Der Prophet Elija

Karmeliten sind die Mitglieder des Ordens der Brüder der allerseligsten Jungfrau Maria vom Berge Karmel (lat. Ordo Fratrum Beatissimae Mariae Virginis de Monte Carmelo), der um das Jahr 1150 am Karmelgebirge im Heiligen Land gegründet wurde und der Tradition des Eremitentums entspringt. Die Karmeliten sind ein Mendikantenorden, somit sind sie keine Mönche. Die Mitglieder des in der zweiten Hälfte des 15. Jahrhunderts gegründeten Ordenszweiges für Frauen werden Karmelitinnen genannt.
Der Orden spaltete sich im Zuge der Reformbewegung des 16. Jahrhunderts (siehe Teresianischer Karmel) in Karmeliten und Karmelitinnen von der alten Observanz (auch Calzeaten oder zuweilen Beschuhte genannt, lat. Ordo Carmelitarum Calceatarum, Ordenskürzel OCarm oder OCC) und Unbeschuhte Karmeliten und Unbeschuhte Karmelitinnen (auch Barfüßer oder Discalceaten, lat. Ordo Carmelitarum Discalceatarum, Ordenskürzel OCD oder OCarmD).

## Geschichte

### Frühe Geschichte

Die Karmeliten müssen Palästina verlassen. Gemälde um 1520 von Jörg Ratgeb

Um die Mitte des 12. Jahrhunderts entstand eine Niederlassung von Kreuzfahrern oder Pilgern in der Nähe des Eliasbrunnens auf dem Berge Karmel in Palästina. Nach Berichten mancher Historiker wird der heilige Berthold von Kalabrien als Gründer angesehen. Die Gemeinschaft nannte sich Orden der Brüder der seligsten Jungfrau Maria vom Berge Karmel.
Die ersten Brüder lebten noch ohne Ordensregel in asketischer Lebensweise als Eremiten, aber in einer lockeren Gemeinschaft. Der Prophet Elija war für die Brüder Vorbild. Etwa 1206 oder 1214 wandten sie sich an Albert, den lateinischen Patriarchen von Jerusalem, damit er ihnen eine Regel gebe. Diese Regel war auf eine rein kontemplative Lebensweise zugeschnitten. Sie wohnten in einer Klosteranlage, in der jeder sich in einer Zelle allein dem Gebet und der Arbeit widmete.
Das Vorrücken der Muslime im 13. Jahrhundert erzwang 1238 die Auswanderung der Karmeliten nach Europa. Papst Innozenz IV. änderte 1247/53 die Regel so, dass ein Bettelorden entstand, der den Brüdern neben dem immer noch als Ideal verfolgten Eremitentum auch die Tätigkeit als Seelsorger und wissenschaftliches Studium ermöglichte.
Schon im 13. Jahrhundert schlossen sich auch Frauen dem Orden an: Einige zogen als Klausnerinnen in bestehende Männerklöster, andere lebten in Beginenkonventen, beispielsweise in Nordfrankreich, in Italien und Spanien. Papst Nikolaus V. bestätigte 1452 einen eigenen Ordenszweig. Johannes Soreth, der zu Beginn des 15. Jahrhunderts Generalprior des Ordens war, sammelte zunächst in den Niederlanden Beginengruppen zu den ersten Konventen der Karmelitinnen.

### Reformbewegungen

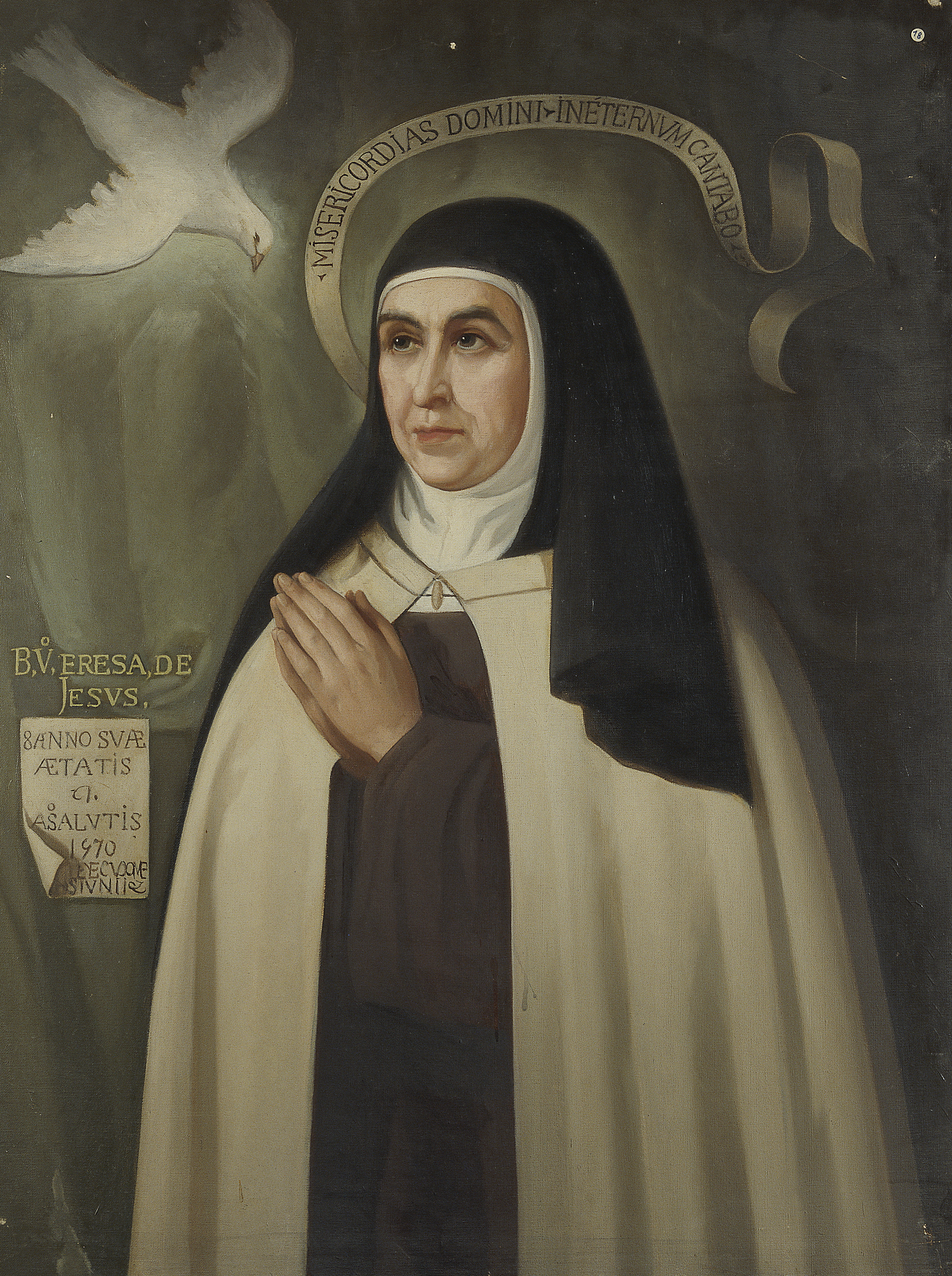
Teresa von Ávila (Eduardo Balaca)

Der Orden breitete sich im 14. Jahrhundert über ganz Europa aus. In der Folge gab es mehrere Ansätze zu Reformen, um den Orden wieder dem eremitischen Ideal anzunähern, die jedoch meist scheiterten.  Im Spätmittelalter verfiel der Orden wie viele andere durch Vernachlässigung des Gebets, Lockerung des Armutsgebots sowie durch Vernachlässigung des Gemeinschaftslebens. Während des Abendländischen Schismas kam es zur Parteienbildung unter einem je eigenen Generalprior. Generalprioren wie Nikolaus Audet, Johann Baptist Rossi und Johann Baptist Caffardo bemühten sich um Reformen, doch hatten sie in der Zeit des Humanismus und der Reformation keinen durchgreifenden Erfolg.
Die einzige durchgreifende Reform war die der hl. Teresa von Ávila und des hl. Johannes vom Kreuz. Diese kehrten zur eremitischen Lebensweise des Ordens zurück. Vorbild und Ratgeber war für Teresa dabei auch Petrus von Alcantara, der in ähnlicher Weise den Franziskanerorden zu seinen Ursprüngen zurückführte. Teresa nahm die ältere Regel des hl. Albert von 1247 zur Grundlage ihrer Neugründung und ergänzte diese durch eigene Vorschriften, beispielsweise zu Bußübungen und dem Abhalten einer gemeinsamen Rekreation zweimal am Tage. Den ersten Konvent, den sie dem Patrozinium des hl. Josef unterstellte, gründete Teresa 1562 in Ávila. In Duruelo de la Sierra wurde 1568 mit Hilfe des hl. Johannes vom Kreuz auch ein Kloster für Brüder gegründet. 1565 bestätigte der Papst die Regel Teresas, doch brachen heftige Spannungen zwischen den Unbeschuhten (Discalceaten) und den Karmeliten der alten Observanz aus. Die Reformgegner gingen so weit, den hl. Johannes monatelang einzukerkern. 1580 wurde eine eigene Provinz der Unbeschuhten gegründet, 1593 trennten sich die Discalceaten endgültig von den Beschuhten.

### Neuzeit und Gegenwart
In der Reformationszeit und durch die Türkenkriege verloren die Karmeliten ihre nordeuropäischen Provinzen. Viele Häuser erhielten keine Almosen mehr und gerieten in existentielle Not. Die Häuser der oberdeutschen Provinz in Sachsen konnten nur mit Mühe erhalten werden, wobei die Provinziale Andreas Stoß und Eberhard Billick heftige Auseinandersetzungen mit den Reformatoren führten.
Mit der Eroberung Südamerikas kamen auch Karmeliten als Missionare nach Panama, Kolumbien und Brasilien. In Rom eröffneten die Karmeliten ein Missionsseminar. Auch nach Persien, dem Fernen Osten und nach Afrika wurden beschuhte und unbeschuhte Karmeliten entsandt.
Die Französische Revolution und die Säkularisation führten zu Beginn des 19. Jahrhunderts in Europa zur Aufhebung zahlreicher Klöster sowohl des männlichen als auch des weiblichen Ordenszweiges. Bruder Johannes von Frascati konnte den Orden 1827 in Palästina wiedererrichten.

## Verbreitung des Ordens in der Gegenwart

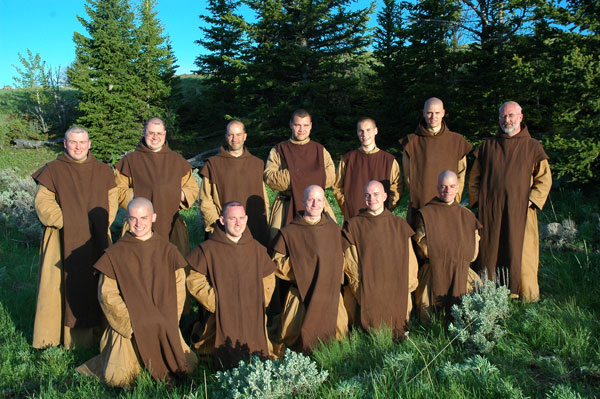
Karmeliten

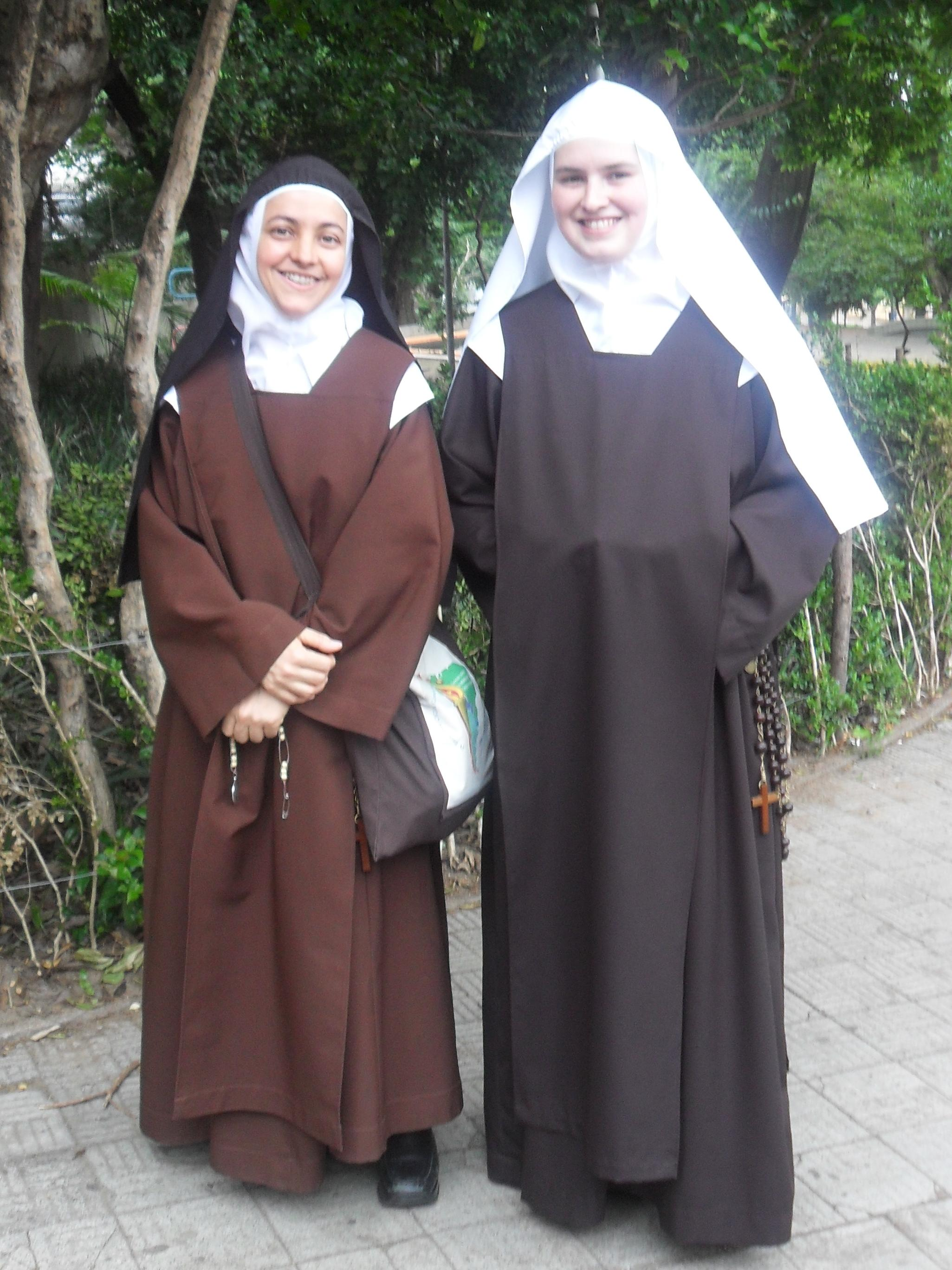
Unbeschuhte Karmelitinnen (Schwester mit feierlicher Profess und Novizin)

### Karmel der alten Observanz
Zum Karmelitenorden der alten Observanz gehören heute weltweit etwa 2000 Ordenspriester und Brüder, zu den Karmelitinnen alter Observanz etwa 900 Nonnen. Dem Orden sind außerdem etwa 3000 Schwestern in selbständigen Kongregationen angeschlossen.
Die erste Niederlassung in Deutschland bestand 1249 in Köln. Bis Ende 2012 gab es in Deutschland zwei Provinzen, in denen es insgesamt dreizehn Männer- und zwei Frauenklöster gab. Am 28. Dezember 2012 wurde die Vereinigung der Ober- und der Niederdeutschen zur Deutschen Provinz vollzogen. Sitz der neuen Provinz ist Bamberg. Aktuell (Stand: 2025) existieren in der deutschen Provinz sieben Standorte: Bamberg (Provinzialatssitz), Mainz, Springiersbach bei Bengel, Marienthal, Erlangen  und Duisburg. Den sieben Klöstern gehören 70 Patres an. Derzeitiger Provinzial ist Pater Peter Schröder O.Carm.
Die Leitung der bisherigen Oberdeutschen Provinz befand sich in Bamberg (Niederlassung 1273–1802 und seit 1903). Dazu gehörten Niederlassungen in Straubing (seit 1368), Ohrdruf (1991–2007), Kloster Springiersbach (seit 1922), Beilstein (Mosel) (1636–1803), Bad Reichenhall (1934–2009), Fürth (1951–2010), Erlangen (seit 1967) und Mainz (1285–1802 und seit 1924); das Mainzer Kloster ist zugleich das gesamtdeutsche Ausbildungshaus. Außerdem waren die Karmelitinnen in Erlangen an diese Provinz angeschlossen.
Die Niederdeutsche Provinz hatte bis zur Vereinigung mit der Oberdeutschen Provinz ihr Provinzialat in Duisburg. Neben dem Ausbildungshaus in Mainz gehörten zur Provinz die Konvente in Köln, Wegberg, Kamp-Lintfort, Essen und Marienthal bei Hamminkeln. Das dortige aufgelöste Augustiner-Eremiten-Kloster wurde 1986 von den Karmeliten wieder besiedelt, war zeitweise ab 1986 Provinzialatssitz und Ausbildungshaus, bis Anfang der 2000er Jahre die Ausbildung nach Mainz verlegt wurde. Die Karmelitinnen vom Karmel „Mutter vom guten Rat“ in Essen-Schuir (vormals in Duisburg) waren an die Niederdeutsche Provinz angeschlossen.

### St.-Thomas-Provinz
In Straubing und Hirschborn hat eine indische Provinz der Karmeliten zwei Niederlassungen.

### Teresianischer Karmel
Die Reformbewegung des Karmelitenordens wurde von Teresa von Avila und Johannes vom Kreuz im Jahr 1568 in Duruelo in Spanien begründet und ist seit 1593 eine selbstständige Ordensgemeinschaft päpstlichen Rechts. Zu den unbeschuhten Karmeliten und Karmelitinnen, auch Teresianischer Karmel genannt, gehören weltweit etwa 4000 Patres und Brüder sowie etwa 13.000 Nonnen, dazu kommen zahlreiche angeschlossene Institute des dritten Ordens.
Der Teresianische Karmel verbreitete sich in Deutschland erst im 17. Jahrhundert. Die Provinz mit Sitz in München besteht aus 50 Brüdern in sieben Konventen und etwa 300 Schwestern in 21 Klöstern. Siehe auch Unbeschuhte Karmeliten und Unbeschuhte Karmelitinnen.

### Weltweit

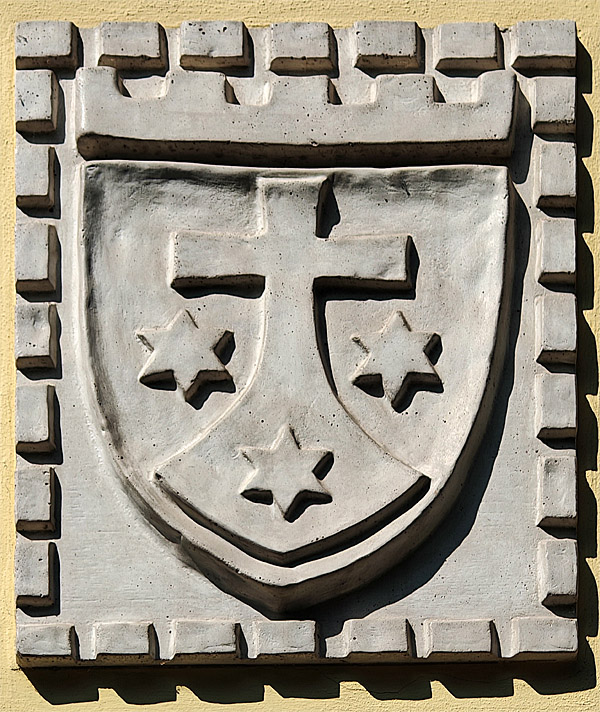
Das Ordenswappen der unbeschuhten Karmelitinnen und Karmeliten

Konvente beider Ordenszweige gibt es weltweit, vor allem in Spanien, Italien und im spanischsprachigen Südamerika. Im niederländischen Nimwegen betreuen Karmeliten die Titus-Brandsma-Gedächtniskirche, die dem heiligen Karmeliten Titus Brandsma geweiht ist.
Am Karmelgebirge bestehen noch zwei Klöster der Karmeliten. Das Kloster Muhraqa am südöstlichen Karmel soll an der Stelle liegen, an welcher der Prophet Elija einen Gottesbeweis gegen die Priester des Baal geführt und sie anschließend getötet hat (1 Kön 18 ). Das Karmelitenkloster am Karmelkap liegt am Nordende des Gebirges in Haifa. Unterhalb der Kirche befindet sich eine Grotte, die nach der Überlieferung Elija als Wohnung diente.

## Missionarischer Säkularkarmel
Der Missionarische Säkularkarmel (CMS) ist eine internationale Vereinigung von Gläubigen. Die Vereinigung wurde 1988 in Medellín (Kolumbien) gegründet und 1996 vom Heiligen Stuhl anerkannt. Der CMS ist den Karmelitinnen verbunden und weltweit in zwölf Ländern vertreten, er hat etwa 500 Mitglieder.	

## Wichtige Karmeliten
- Teresa von Ávila (Kirchenlehrerin)
- Thérèse von Lisieux (Kirchenlehrerin)
- Johannes vom Kreuz (Kirchenlehrer)
- Edith Stein, Teresa Benedicta a Cruce
- Lúcia dos Santos
- Simon Stock
- Elisabeth von der Dreifaltigkeit
- Mirjam von Abellin
- Maria Magdalena von Pazzi
- Nuno Álvares Pereira
- Teresa de Los Andes
- Teresa Margareta Redi
- Joaquina von Vedruna
- Angelus der Karmelit
- Lorenz von der Auferstehung
- Francisco Palau y Quer
- Angelus Paoli
- Märtyrinnen von Compiègne
- Titus Brandsma

## Sonstiges
- In verschiedenen Städten gab es Karmeliterviertel, so auch in Wien 1623 in der Leopoldstadt, dem zweiten Bezirk.

- Der Karmelitergeist ist ein Melissengeist: mit Alkohol ausgezogene Melissenblätter werden mit Zimt und anderen Ingredienzen versetzt. Er wird als äußerliches Heilmittel verwendet oder getrunken.